# Кубинское конвертируемое песо
Кубинское конвертируемое песо (исп. Peso cubano convertible), или в просторечии кук (CUC), — параллельная валюта Кубы, которая служила заменой долларам и изначально предназначалась для иностранных туристов и дипломатов.

## История

### Сертификаты и монеты INTUR
Во времена СССР на Кубе, кроме основной официальной валюты (кубинского песо), было три параллельных: сертификат A (красный), сертификат B (зелёный, аналог конвертируемого песо) и доллары, которые свободно ходили наравне с сертификатами А и B. Соотношение было таково: 25 песо = 5 красных сертификатов = 1 зелёный сертификат. Национальный банк Кубы выпускал также сертификаты C и D.
Монеты «красных» сертификатов были алюминиевыми, в то время как монеты «зелёных» чеканили из тяжёлых сплавов. На монетах был номинал (сначала словами, затем цифрой, но без обозначения названия единицы) и текст INTUR.

### Конвертируемый песо
В начале 1990-х[уточнить] смена «зелёных» на конвертируемые песо прошла почти в одночасье, практически незаметно. Да и разрешение на держание долларов и конвертируемых песо для местных жителей тоже вступило в силу внезапно — в кратчайший срок. Позже[когда?] был введён официальный запрет хождения доллара параллельно с конвертируемыми песо, и доллары стало необходимо менять в обменных пунктах Cadeca (CAsa DE CAmbio, обменный дом), возле которых предлагали свои услуги нелегальные менялы, готовые произвести клиенту обмен по более выгодному курсу. Однако тот, кто, гонясь за выгодой, решался обратиться к этим дельцам, рисковал нарваться на мошенника. Со временем благодаря усилиям властей число менял пошло на убыль и они практически исчезли. В связи с хождением двух валют на Кубе отмечалось немало случаев мошенничества: жулики сбывали неосведомлённым иностранным туристам за эквивалент в конвертируемых песо товар, который на самом деле продаётся за местные песо.
После отмены сертификатов вся их мелочь автоматически стала считаться монетами конвертируемого песо, то есть ценность алюминиевых монет в одночасье выросла в 5 раз в своей стоимости. Вместо монет с надписью INTUR стали чеканить монеты нового дизайна: на аверсе был герб Кубы, на реверсе — старинные здания и номинал от 1 сентаво до 1 песо. Старые монеты INTUR оставались в обращении до износа.
После отмены сертификатов и введения конвертируемого песо курс был свободный и в начале 1990-х доходил до более чем 100 кубинских песо за 1 конвертируемый песо (доллар), увеличиваясь чуть ли не на 1 песо в день. Потом, в результате дефляции, курс вернулся к прежним значениям.
| Аверс | Реверс | Номинал  | Размеры | Цвета             | Лицевая сторона                   | Оборотная сторона | год  |
| ----- | ------ | -------- | ------- | ----------------- | --------------------------------- | ----------------- | ---- |
|       |        | 1 песо   | 150×70  | Светло-коричневый | Монумент Хосе Марти в Гаване      | Герб Кубы         | 1994 |
|       |        | 3 песо   | 150×70  | Красный           | Статуя Че Гевары                  | Герб Кубы         | 1994 |
|       |        | 5 песо   | 150×70  | Зелёный           | Монумент Антонио Масео в Гаване   | Герб Кубы         | 1994 |
|       |        | 10 песо  | 150×70  | Коричневый        | Монумент Максимо Гомеса в Гаване  | Герб Кубы         | 1994 |
|       |        | 20 песо  | 150×70  | Синий             | Камило Сьенфуэгос                 | Герб Кубы         | 1994 |
|       |        | 50 песо  | 150×70  | Фиолетовый        | Монумент Каликсто Гарсии в Гаване | Герб Кубы         | 1994 |
|       |        | 100 песо | 150×70  | Розово-красный    | Статуя Хосе Марти                 | Герб Кубы         | 1994 |

### Отмена
23 октября 2013 года было опубликовано сообщение Совета министров Кубы о согласовании графика реализации мер по унификации денежного обращения страны, предусматривающих постепенный переход от системы двух валют к единой кубинской валюте.
С 1 января 2021 года в республике стартовала масштабная реформа по отмене двойной денежной системы, объявленная в декабре 2020 года президентом Кубы Мигелем Марио Диас-Канелем. С начала 2021 года на Кубе начали выводить из оборота конвертируемое песо, дав гражданам 180 дней, чтобы обменять накопления в банках на кубинское песо по курсу 1:24.